# Jigme Wangchuck
Druk Gyalpo Jigme Wangchuk, född 1905, död 30 mars 1952 var kung av Bhutan. Han efterträdde den 21 augusti 1926 sin far, Ugyen Wangchuk som kung (Druk Gyalpo).
Han ansågs vara en reinkarnation av munken Geshey Mindruk.